# 生物反应器

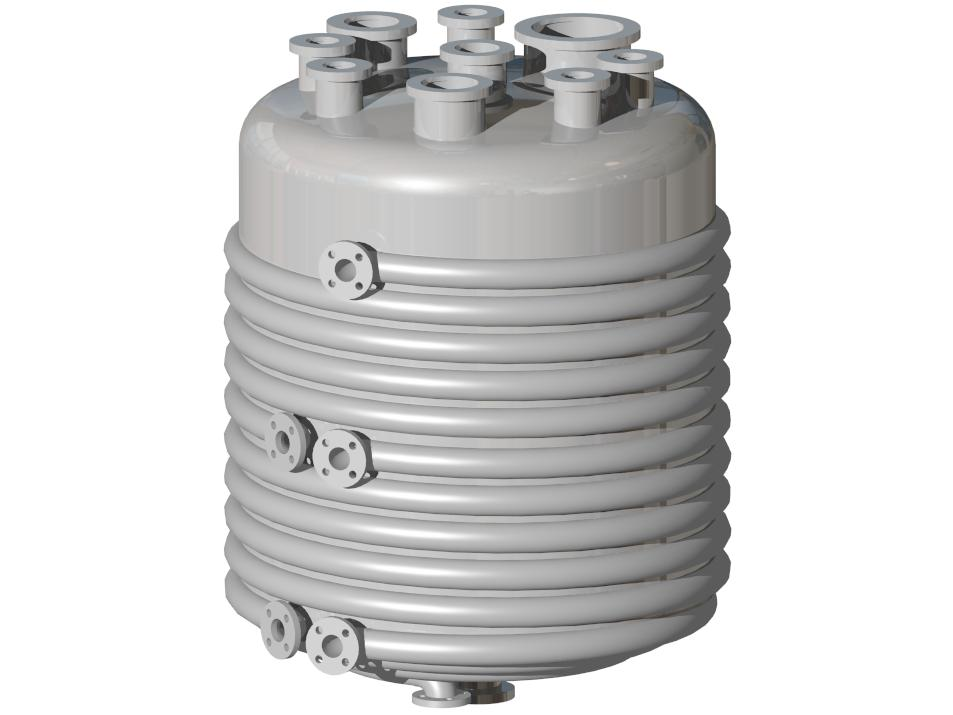
分批型生物反应器

分批型生物反应器的一般结构

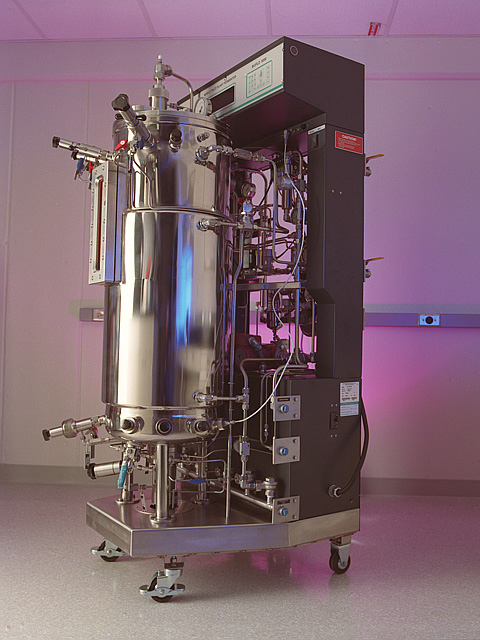
一個封閉的生物反應器，用於在纖維素乙醇研究.

生物反應器是指任何提供生物化學反應的適當環境或工程設備。通常是指利用酶(由一個或一群酵素所推動)或生物體（如微生物）使裝置具有模擬生物的功能，可在細胞外進行生化反應，在模擬的過程中既可進行有氧反應也能進行無氧反應。這些系統在酒類、組織工程、生化工程、醫藥生產、有機污染物降解...等應用上是相當重要的一個裝置。
在來源上可分為自然生物反應器(如人的胃)及工程生物反應器(如發酵罐、固定化酶或固定化細胞反應器等，這些生物反應器通常呈圓筒狀，其體積從幾升到幾立方米不等，常由不銹鋼製成)兩種。
依原料加入的方式可分為批次式反應器(Batch reactor)、饋料批次式反應系統(fed batch)以及連續流反應器(Continuous reactor)(如連續攪拌釜式反應器、恆化器)三種。
生物反應器與化學反應器不盡相同，化學反應器從原料進入到產物的生成過程中常需要加壓和加熱，屬於一個高耗能的裝置。而生物反應器則不同，在酶和微生物的參與及常溫常壓下就可以進行化學合成。因此，生物反應器問世之後受到化工部門的重視。化學工程專家認為，應該盡可能地讓化學合成的過程改由生物去完成，因此設計理想的生物反應器，就成了現代生物技術產業的一個重要任務。
在生物反應器中生長的微生物可以被浸泡在液體介質中或附著在固體介質表面。被浸泡的培樣物質可分為懸浮性與固定化：
- 懸浮性生物反應器不需要特別的附著表面，因此可使用更多種類的生物體，而且可較固定化培養進行更大規模的培養操作；但在連續操作過程中，微生物將從反應器中與流出物一同去除。
- 固定化是一個通用術語，描述多種細胞、顆粒附著體或包封[2]。基本上它可以應用於所有類型的生物催化，包括酶、胞器、動物和植物細胞。其在連續操作的過程中非常有用，因為生物體不會與反應器流出物一同除去，但也因此在操作規模上受到限制，因為該微生物是只存在於有限的容器表面上[3]。

大型固定化細胞生物反應器舉例: 
- 移動床生物反應器(moving media)(MBBR （页面存档备份，存于）)
- 填充床反應器(packed bed （页面存档备份，存于）)
- 纖維床生物反應器(fibrous bed （页面存档备份，存于）)
- 生物膜
- 生物膜反应器

## 生物反應器的設計
生物反應器的設計是一個複雜的生化研究工程科學任務。設計的目標是製造最佳的環境，使微生物或細胞能表現其功能，並產生雜質含量符合標準以內的產物。生物反應器內的溫度、養分濃度、pH值和氣體溶解度(尤其是關於氧氣的有氧發酵)等變因皆會影響生物體的生長和生產力。
- 溫度：發酵培養基的溫度可藉由單獨使用冷卻夾套、線圈或同時使用兩者來保持；在放熱發酵反應進行時，需額外使用外部熱交換器。在饋料批次式反應系統(fed-batch system)中，微生物生長所需的營養物質可在培養過程中連續的加到發酵罐(fermenter)中，或在發酵初始時加入反應器中。
- PH值：利用少量的酸或鹼測量和調整培養基的pH值，不同生化反應所需的PH值皆有所不同。
- 氣體溶解度：反應氣體（尤其是氧氣）對於有氧（和少部分厭氧）發酵而言為必須反應物，但由於氧對於水（幾乎是所有發酵培養基的基礎）溶解度較低，故其含量對於空氣來說是相對稀少的（20.95％），因此必須連續地添加空氣（或純氧）至反應系統中。在溶液中的上升氣泡可充分混合發酵培養基，也可同時“擺脫”溶液中的廢氣，如二氧化碳。一般來說，生物反應器都會加壓，以增加水中的溶氧量。氧氣的運輸通常是經由攪動來完成，也同時保持營養物質的均勻分布，幫助勻相發酵反應進行；氣體分散攪拌器(Gas dispersing agitators)就是用來打破的氣泡使其均勻分布於整個容器中的工具。

垢會損害生物反應器的整體效率，尤其是系統中熱量的交換。因此為了避免垢的產生，生物反應器的設計必須易於清理，內表面通常由不銹鋼製成，以便清洗和消毒；典型生物反應器則會在批次間清洗，或以特殊設計減少連續操作中結垢的可能性。
系統熱傳導的好壞會間接或直接影響整體反應，因此生物反應器的熱傳導能力是設計的一個重要部分；小導管可利用冷卻夾套來冷卻，但較大的導管就可能需要線圈或外部熱交換器。

## 生物反應器的種類

### 光反應器(photobioreactor)

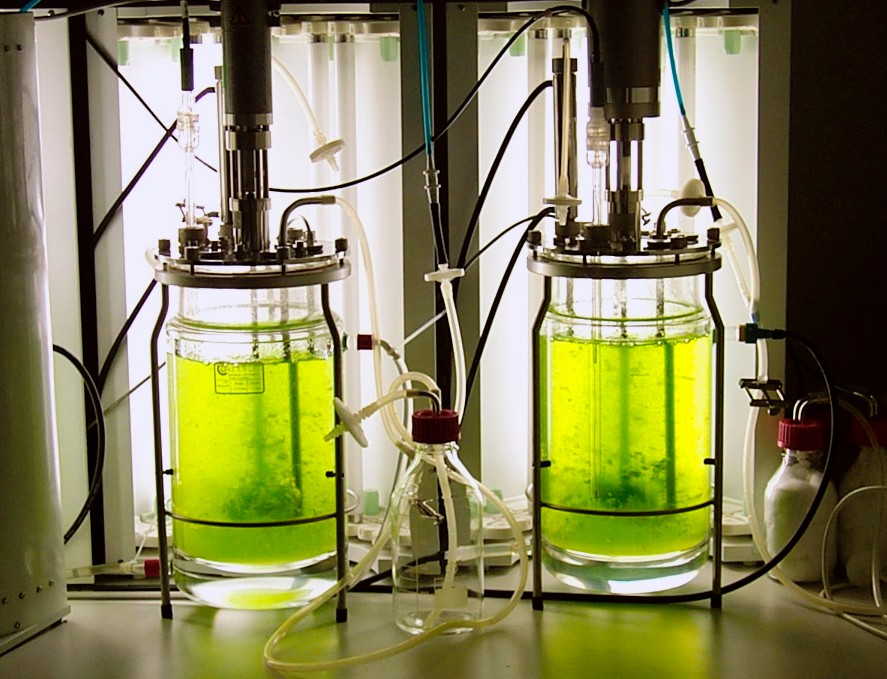
Moss photobioreactor with Physcomitrella patens

光反應器（PBR）是一種內含光源系統的生物反應器，幾乎所有的半透明容器都可稱為PBR，但是該術語比較常用來描述一個封閉的系統，而不是一個開放式水箱或水池。光反應器可用來培養自營生物(如藍細菌、藻類、苔蘚或植物)。這些微生物利用光合作用作為其能量來源，不需要利用糖或脂肪代謝作為其能量來源，因此其外來微生物汙染(如細菌或真菌)的風險低於異營生物反應器。

### 污水處理(Sewage treatment)
生物反應器也被設計用來處理污水和廢水。以下舉例三種汙水處理法：
- 滴濾池法

為最有效的系統，能提供有流動性(free-flowing)且具有化學惰性(chemically inert)的培養基，讓細菌分解未經處理的污水。這些處理過程通常會經過一連串獨立、有順序性的大型反應槽、機械分離器(mechanical separator)或旋風分離器(cyclone)，以加速水和污泥的分離。其中的曝氣(Aerators)過程使氧氣溶入污水和培養基中加快汙染物的分解。可同時處理大量汙水，故常被利用於都市廢水處理。
- 活性污泥法

潛水攪拌機(Submersible mixers)在缺氧生物反應器中提供鼓動(agitation)，以保持固體顆粒懸浮在溶液中，從而保證細菌和有機物質有「相遇」的機會，並經過分解處理後，使液體的生化需氧量（Biochemical Oxygen Demand, BOD）降低到足以再次被利用。用此方法處理汙水的過程中會產生大量的固體有機質，即生物固形物(biosolids)，其可被收集並做進一步處理或乾燥後當作肥料。
- 微生物自淨法 （页面存档备份，存于）

一個非常簡單的污水處理生物反應器，指設置一個化糞池(使汙水留在原地)，並加入(或沒有)介質提供適當環境給細菌；在此系統中，生物污泥(biosludge)本身就是細菌的主要營養提供者（activated sludge, 活性污泥），屬於一封閉系統，故不受洪水或水飽和土地(saturated ground)的影響，但處理所需時間較長，因此適合有足夠土地，且不在乎汙水處理效率的地區。
微生物為推動生物廢水處理的動力引擎，密切監測微生物在生物反應器的數量和質量是重要的關鍵。可利用ATP檢驗(ATP test)來監測。

### 滾筒式生物反應器(rotating-wall vessels)
滾筒式生物反應器是目前組織工程領域最為廣泛應用的生物反應器。主要目標是用來培養試驗或治療用細胞及組織的生物反應器，在設計上相對於工業生物反應器有顯著的不同。許多細胞和組織(尤其是哺乳動物的組織)，必須有一個穩定的表面或其他結構支撐以幫助其成長，故鼓動的環境往往會破壞這些細胞和組織的穩定生長。高等生物細胞是營養缺陷型(auxotrophic)，需要其他高度專業化的生長介質輔助。
美國國家太空總署(NASA)已經研製出一種新型滾筒式生物反應器(NASA tissue cloning bioreactor)，能夠培養人工組織細胞(如心臟組織、骨組織、韌帶、癌組織和其他類型的組織) 以提供科學研究。
關於人工組織培養的更多信息，請參閱組織工程。

## 延伸閱讀
- Pauline M Doran, Bio-process Engineering Principles, Elsevier, 2nd ed., 2013 ISBN 978-0-12-220851-5

## 外部連結
- Photo-bioreactor.
- 生物處理法 （页面存档备份，存于） 國立臺灣大學